# Miraval-Cabardes
Miraval-Cabardes è un comune francese di 47 abitanti situato nel dipartimento dell'Aude nella regione dell'Occitania.

## Società

### Evoluzione demografica
Abitanti censiti